# Stare Bielany
Stare Bielany – obszar MSI w dzielnicy Bielany w Warszawie.

## Położenie
Stare Bielany to według MSI obszar, który zawiera się między:
- od północnego wschodu ul. Marymoncka,
- od północnego zachodu ul. Samuela Lindego – Kasprowicza – Oczapowskiego – al. Reymonta,
- od południa ul. Broniewskiego i Żeromskiego,
- od wschodu ul. Jarzębskiego.

Znajduje się tam międzywojenne osiedle Zdobycz Robotnicza wybudowane w latach 1926–1932. W wolnej przestrzeni, po II wojnie światowej wzniesiono bloki mieszkalne.

## Ważniejsze obiekty
- Osiedle Zdobycz Robotnicza
- Lasek Lindego
- Szpital Bielański
- Akademia Wychowania Fizycznego Józefa Piłsudskiego
- Centrum Medyczne Kształcenia Podyplomowego
- Plac Konfederacji
- Kościół św. Zygmunta w Warszawie
- Stacja metra Stare Bielany